# Carmelo Solís Rodríguez
Carmelo Solís Rodríguez (Azuaga, Badajoz, 14 de octubre de 1935 - Badajoz, 24 de abril de 2001), director del Conservatorio de Música de Badajoz.

## Inicios
Nace en Azuaga el 14 de octubre de 1935, ordenándose sacerdote el 20 de octubre de 1958.
Tiene sus inicios pastorales como Prefecto de Música y profesor del Seminario Diocesano de Badajoz durante cinco años, desde enero de 1959 hasta febrero de 1964. Durante varios años (1955-1968) dirigió la Schola Cantorum de dicho centro, iniciando así su destacada labor como director coral. En 1967 obtiene, por oposición, la plaza de cantor-sochantre de la Catedral de Badajoz, y en 1971 la canonjía de Archivero Capitular, cargo que desempeñó hasta su fallecimiento, siendo además Director del Museo Catedralicio hasta 1989.
A su carrera como sacerdote se añade también estudios de Filosofía y Letras en la Universidad Complutense de Madrid, finalizando la licenciatura en Historia del Arte en 1976. En 1990 obtiene el doctorado en la Universidad de Extremadura con la tesis "El órgano en Extremadura (siglos XV al XIX). Estudio y catalogación", un trabajo inédito en su campo que mereció la calificación de cum laude.
Realizó también estudios de Ritmo, Modalidad y Dirección Gregoriana, Polifonía y Musicología en la Escuela Superior de Música Sagrada de Salamanca, adscrita al Instituto Gregoriano de París, bajo la tutela de Samuel Rubio, Tomás de Manzárraga, Vicente Pérez Jorge, Santiago Kastner o Aníbal Sánchez Fraile, entre otros, obteniendo en 1956 el título de Maestro en Canto Gregoriano y ejerciendo como profesor en los cursos de verano organizados por la Escuela Superior durante una década (1958-68).

## Conservatorio de Música de Badajoz
Durante nueve años, 1984 y 1993, dirige el Conservatorio Superior de Música de Badajoz, siendo además fundador y director del coro desde 1979 a 2001 y donde fue profesor de Historia de la Música, Historia del Arte, Estética musical y Conjunto Coral.

## Sus trabajos
Carmelo Solís era también Académico de número y Censor de la Real Academia de Extremadura de las Letras y las Artes, y Correspondiente de las Reales Academias de Bellas Artes de San Fernando de Madrid y de Santa Isabel de Hungría de Sevilla.
Su actividad investigadora le lleva a trabajar principalmente en los campos de la Historia del Arte y la Musicología, centrándose en Extremadura. Así son enormemente conocidos sus estudios sobre el polifonista pacense Juan Vázquez: “Juan Vázquez en la Catedral de Badajoz” (Revista de Estudios Extremeños,Badajoz, 1974),“Datos para una biografía”:Juan Vázquez. Agenda Defunctorum, (Sevilla, 1556), estudio técnico-estilístico y transcripción de Samuel Rubio, 1975; el arquitecto trujillano Francisco Becerra y el pintor Luis de Morales. Publicando uno de los libros más prestigiosos jamás escritos sobre el Divino en una maravillosa edición. Sirve de comisario en una gran exposición hispano-portuguesa sobre la obra de este último, que pudo verse en la Catedral Metropolitana. Su aportación al conocimiento del pintor badajocense se refleja en múltiples trabajos, entre los que sobresalen "El Retablo de Puebla de la Calzada" (Bellas Artes/73), "Los Morales de la Catedral de Badajoz" (Badajoz 1974), "Luis de Morales: nuevas aportaciones documentales" (R.E.E.1974), "Dos estéticas encontradas: Estacio de Bruselas y Luis de Morales"(X Congreso del CEHA, Madrid 1994); "San Jerónimo en la obra de Luis de Morales" (Pamplona 1997).
Fue uno de los primeros estudiosos de los órganos históricos extremeños, dedicó su tesis doctoral al "Estudio y Catalogación del Órgano en Extremadura siglos XV al XIX". Fundó la Sociedad Española para la Defensa y Fomento del Órgano, junto a Miguel del Barco Gallego, Samuel Rubio, Antonio Bonet Correa, Gabriel Blancafort, Gerard de Graaf y Gerard Greenzing.
Otras publicaciones: "Pedro de Ybarra y la iglesia parroquial de San Mateo de Logrosán (Aportación documental"; "El órgano barroco en Extremadura"(El órgano español:II Congreso Español de Órgano,1987); "Antón de Madrid y Estacio de Bruselas, pintores del siglo XVI en la Baja Extremadura"(I CEHA,1977); "Los Galindos, una familia de gramáticos y artistas extremeños del siglo XVI" (Memoria ecclesiae, N.º 12, 1998); "Las visitas pastorales y el patrimonio arquitectónico y mobiliar de la Iglesia" (Memoria ecclesiae, N.º 14, 1999); El Cabildo de Badajoz y la devoción a Santiago en la Edad Media ¿una nueva ruta jacobea de Extremadura por tierras de Portugal?" (Memoria ecclesiae, Nº. 18, 2001); "Obispos mecenas de la Catedral de Badajoz (ss. XV-XVIII)"(Memoria ecclesiae, Nº. 17, 2000; "Iconografía mariana: la Virgen vestida de Gitana con el Niño y su versión en Luis Morales" (Memoria ecclesiae, Nº. 21, 2002); "Maestros de Capilla, Organistas y Organeros Portugueses en la Baja Extremadura (siglos XVI-XVIII)" (Revista portuguesa de musicologia,1991); "La pintura del siglo XVI en los pueblos bajoextremeños de la Orden de Santiago" (Boletín de Bellas Artes, 1977); "Torres para un paisaje: discurso leído el día 20 de diciembre de 1997" Francisco Tejada Vizuete, Carmelo Solís Rodríguez (1999); "Datos para la historia del órgano en Extremadura (siglos XV y XVI)"(El órgano español: Actas I Congreso, 1981).
Finalmente fallecía en Badajoz el 24 de abril de 2001, a los 65 años de edad, siendo enterrado en el Cementerio de San Juan de Badajoz